# Mont Eniwa
Le mont Eniwa (恵庭岳, Eniwa-dake) est un volcan actif culminant à 1 320 m d'altitude dans le parc national de Shikotsu-Tōya en Hokkaidō au Japon.

## Géographie
Le mont Eniwa se trouve en face du mont Tarumae et du mont Fuppushi sur les rives du lac Shikotsu, le lac de caldeira à l'origine des volcans. Le mont Eniwa est le plus haut des trois volcans.

## Histoire éruptive

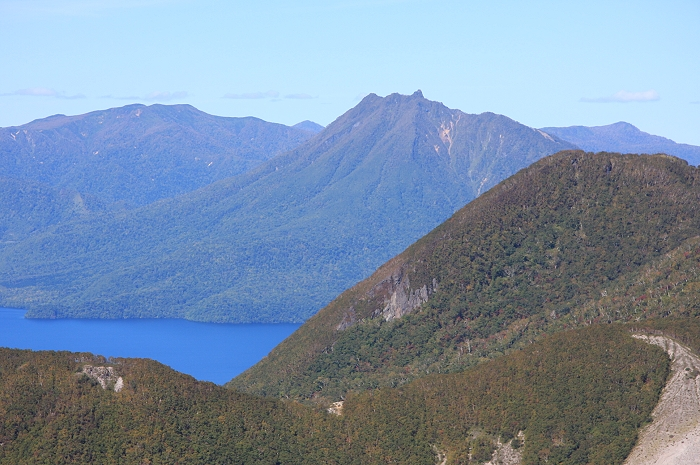
Autre vue du mont Eniwa.

La dernière éruption est survenue au début du XVIIIe siècle (1700 ±30 ans). Il n'en existe pas de document historique mais la téphrochronologie indique des explosions phréatiques avec coulées de boue à partir du cratère 3. Deux siècles avant cette éruption (1550 ±75 ans), la datation au radiocarbone indique une explosion similaire à partir du cratère 2. À peu près à la même époque (1500 ±150 ans), la datation au radiocarbone indique une autre éruption mais à partir du cratère 1. Cette éruption a entraîné des avalanches de débris au lieu de coulées de boue. L'éruption la plus ancienne recensée est une éruption explosive du côté est du sommet vers 100 BCE ± 100 ans selon la datation au radiocarbone. Tous ces événements étaient des éruptions d'évent central avec un indice d'explosivité volcanique (VEI) de 2.

## Jeux olympiques d'hiver de 1972

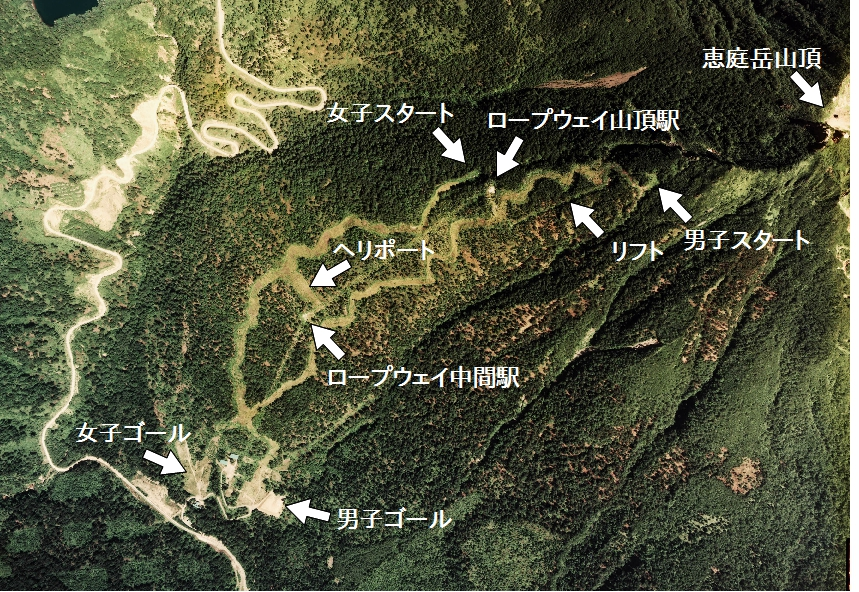
Vue aérienne des pistes défrichées en 1972, quatre ans plus tard.

Le mont Eniwa a accueilli les descentes de ski alpin hommes et femmes des Jeux olympiques d'hiver de 1972. Il fut choisi car, dans les environs de Sapporo, c'est le seul endroit qui présentait des pentes atteignant 800 m de dénivelé, soit le minimum requis pour organiser une descente hommes. Les pistes, spécialement créées pour l'occasion sur le versant sud-ouest du mont Eniwa, n'ont pas été conservées après les Jeux olympiques, car toutes les infrastructures étaient entièrement situées dans le parc national de Shikotsu-Tōya. En 2015, le site est entièrement reboisé.